# Ариас Санчес, Оскар
О́скар Рафаэ́ль де Хесу́с Ари́ас Са́нчес (исп. Óscar Rafael de Jesús Arias Sánchez; род. 13 сентября 1940, Эредия, Коста-Рика) — государственный и политический деятель Коста-Рики, Президент Коста-Рики в 1986—1990 и 2006—2010 годах и первый в истории этой страны нобелевский лауреат (1987 год), который занял должность президента после получения награды.

## Биография

### Учёба и политика
Родился в семье бизнесмена, одной из самых знатных и богатых семей в стране, владеющей плантациями кофе и сахарного тростника. Первоначально поступил на медицинский факультет Бостонского университета, однако прервал учёбу, вернулся на родину и окончил Университет Коста-Рики, где получил степень магистра в области права и экономики, затем Лондонскую школу экономики, где получил степень доктора экономики.
В 1972 году был назначен на пост министра национального планирования и экономики. 
В 1974 году получил степень доктора политических наук в Университете Эссекса. 
В середине 1970-х годов вступил в социал-демократическую Партию национального освобождения и стал её международным секретарём, а затем генеральным секретарём. 
С 1978 по 1981 год был депутатом парламента.

### Президентские сроки

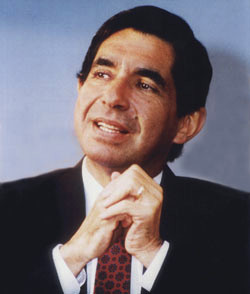
Оскар Ариас в 1980-х

В 1986 году победил на президентских выборах, набрав 52% голосов.
В 1987 году сыграл большую роль в окончании гражданских войн в Сальвадоре и в Гватемале. Ариас подготовил план мирного урегулирования. Его предложения были одобрены главами всех стран Центральной Америки и в результате был подписан «Договор Эскипулас II». Ариас также призывал к более высокому уровню интеграции в регионе и боролся за создание Центральноамериканского парламента. За эту деятельность по урегулированию Центральноамериканского кризиса Ариас в том же году был удостоен Нобелевской премии мира.
Благодаря поправкам, внесённым в конституцию Коста-Рики в 1969-м году, бывшие президенты не могли быть переизбраны вновь. Однако в 2000-м году Ариас оспорил в Верховном суде страны эти поправки. Вначале Верховный суд отказал ему, но в 2003 году он подал повторный иск. Его поддержало много видных политических деятелей страны и в результате ему было позволено вновь участвовать в президентских выборах. 

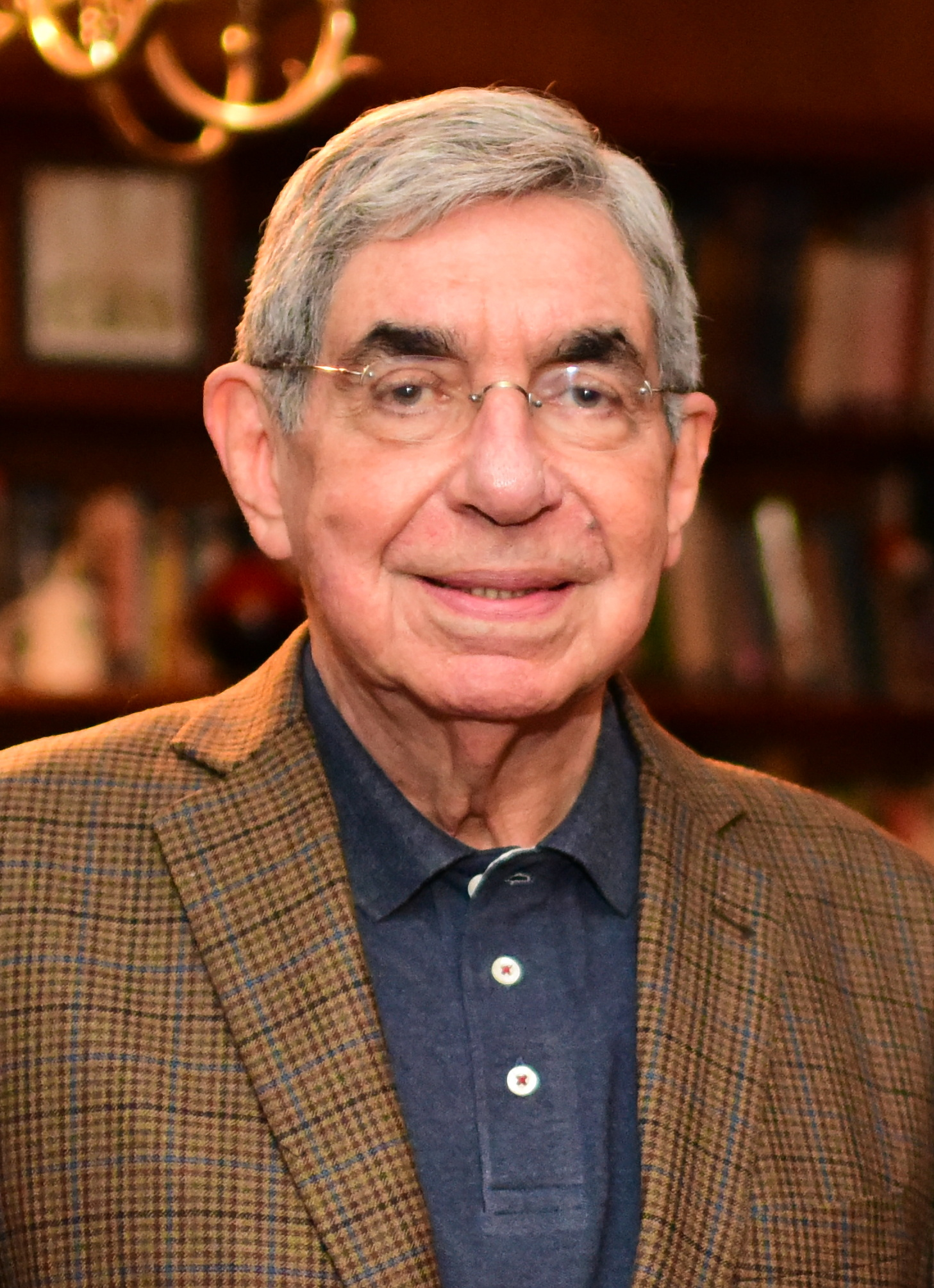
Ариас Санчес в 2018 году

На выборах в 2006 году обогнал своего главного соперника Солиса Оттона менее чем на полтора процента голосов избирателей. Во время своего второго президентства уделял много внимания проблемам образования. Благодаря ему повторно ввели стандартизированные академические тесты по окончании начальной и средней школы. В 2009 году во время политического кризиса в Гондурасе выступал посредником в мирном договоре между Мануэлем Селайя и Роберто Мичелетти. Ариасом были разработаны семь пунктов этого соглашения, которые бы не противоречили конституции Гондураса.
После ухода с поста президента участвует в деятельности ряда неправительственных организаций, которые борются за права человека, демократические свободы и мир.
11 августа 2009 года у него был обнаружен вирус гриппа А H1N1. Таким образом, он стал самым высокопоставленным человеком в мире, кто заразился свиным гриппом.
В течение 22 лет состоял в браке с Маргаритой Пеон (до 1996 года), от которой имел двух дочерей. В ноябре 2012 года объявил о своём намерении вступить в брак с Сюзанной Фишель (Suzanne Fischel), с которой жил последние три года.